# Gunung Alur Gani
Gunung Alur Gani är ett berg i Indonesien.   Det ligger i provinsen Aceh, i den västra delen av landet, 1 600 km nordväst om huvudstaden Jakarta. Toppen på Gunung Alur Gani är 1 242 meter över havet, eller 117 meter över den omgivande terrängen. Bredden vid basen är 1,4 km.
Terrängen runt Gunung Alur Gani är kuperad västerut, men österut är den bergig.Runt Gunung Alur Gani är det ganska tätbefolkat, med 60 invånare per kvadratkilometer. I omgivningarna runt Gunung Alur Gani växer i huvudsak städsegrön lövskog.